# Synalibas
Synalibas is een geslacht van rechtvleugeligen uit de familie doornsprinkhanen (Tetrigidae). De wetenschappelijke naam van dit geslacht is voor het eerst geldig gepubliceerd in 1939 door Günther.

## Soorten
Het geslacht Synalibas omvat de volgende soorten:
- Synalibas aptera Ingrisch, 2001
- Synalibas montistafae Günther, 1938
- Synalibas perplexus Hancock, 1915
- Synalibas sheopuria Ingrisch, 2001
- Synalibas vagans Günther, 1939
- Synalibas yamputhina Ingrisch, 2001